# Luan Pinari
Luan Ibrahim Pinari (ur. 27 października 1977 w Tiranie) – albański piłkarz, w latach 1996–1999 członek albańskiej reprezentacji U-21, w latach 1998–2003 reprezentant Albanii.